# عالي جلال
 عالي جلال  قرية من أعمال كرهچين على مقربة من وادي نيد وسهول جاله، تتبع ناحية كوخرد ( بالفارسية: بخش كوخرد ) من توابع مدينة بستك وتقع في محافظة هرمزگان في جنوب إيران. قيل أن اسمين لرجلين هما: « علي » و« جلال»، وقيل أيضاً كانتا قريتين مجاورتين، ثم انحرفت. بينها وبين قرية چالة 400 متر، وتقع على الضفة الغربية لوادي نيد.

## حدود عالي جلال
من الشمال: وادي نيد وسلسلة جبال الناخ، ومن الجنوب نهر مهران، ومن الغرب طريق ناحية كوخرد، ومن الشرق تنتهي بــ«گوچونی» وقرية جاله.

## المزارع والبساتين
بها مزارع النخيل وآبار غذبة وبركتان لتخزين مياه الأمطار، وبيوت قديمة مبنية من الطين المسلح بالتبن، وآثار لقرية قديمة، وكذلك آثار لمنازل (عبد الله محمد رشيد آلرشيد) أحد أشهر الملاك الجمال والقوافل في المنطقة في الأزمنة الماضية، كذلك تزرع في بساتيها:الشمام، البطيخ، الجرجير، الفجل، الخس، الباذنجان، القرع، الطماطم، الخيار، وغير ذلك من الخضروات. كذلك تزرع في أراضيها: القمح والشعير.

## موقع القرية على خارطة غوغل ماب
- موقع قرية عالي جلال على: Google Maps

## وصلات خارجية
- الادارية لمحافظة هرمزغان
- الادارية لمحافظة هرمزغان (بلده كوخرد)